# Whyalla
Whyalla ist eine Stadt im australischen Bundesstaat South Australia und liegt etwa 75 km südlich von Port Augusta an der Westseite des Spencer-Golfs. Die Entfernung nach Adelaide beträgt etwa 390 km.

## Geschichte

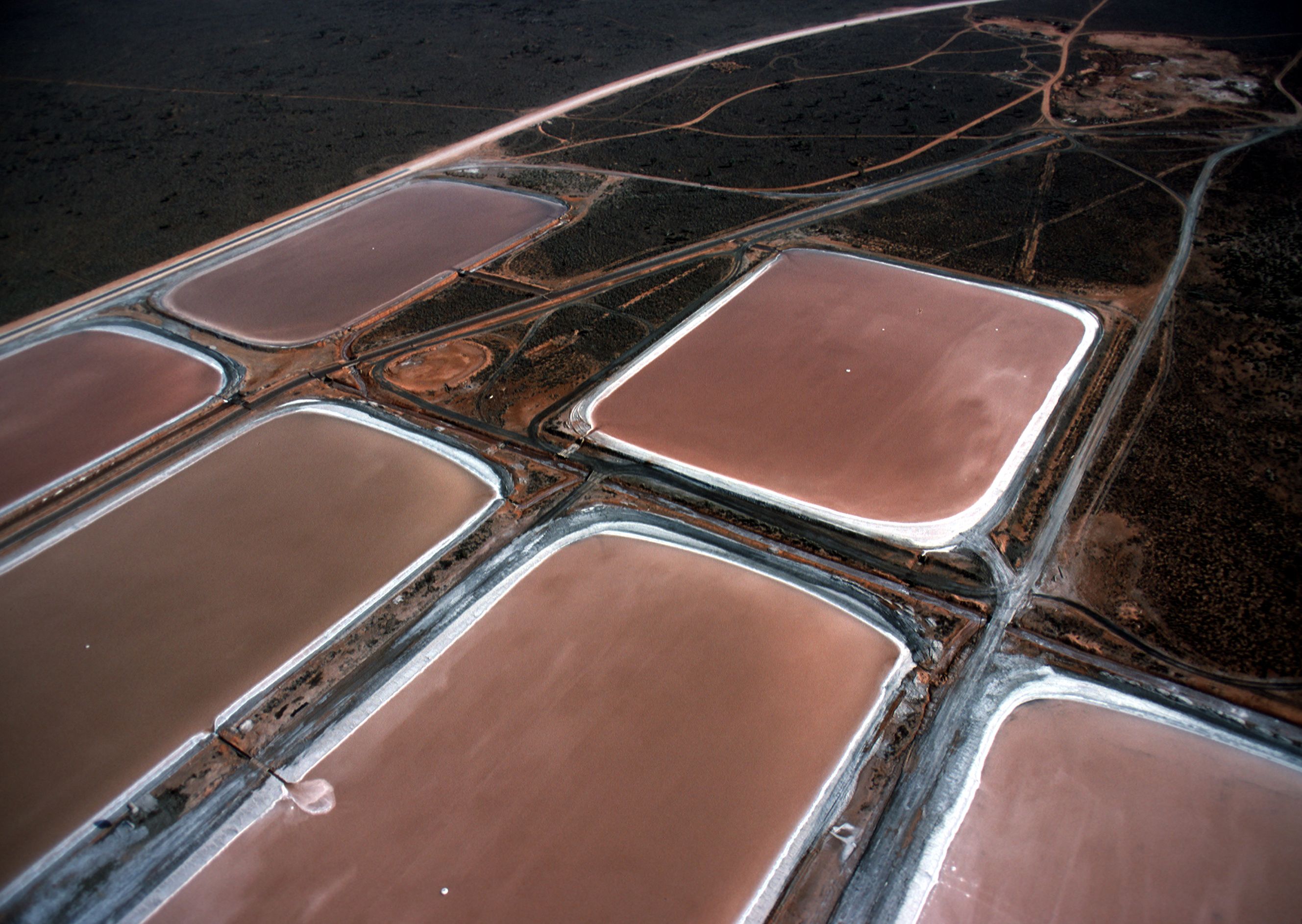
Algenfarm zur Produktion von β-Carotin in Whyalla

Die Geschichte der Stadt ist eng verbunden mit der Eisen- und Stahlerzeugung. 1901 wurde sie als Endhaltestelle der Eisenerztransporte aus den Middleback Ranges gegründet (bis 1920 trug sie den Namen Hummock Hill). Das Erz wurde mit der Fähre über den Spencer-Golf nach Port Pirie transportiert, wo sie in der Bleigießerei verwendet wurden. In den folgenden Jahren wurde das Eisenerz auch bis nach Newcastle an der Ostküste transportiert zur Verwendung in der Stahlerzeugung. Erst in den späten 1930er Jahren wurde in Whyalla ein Hochofen und eine Schiffswerft, zuerst nur für Kriegsschiffe, errichtet, was zu einem sprunghaften Wachstum der Stadt führte.
Mitte der 1970er Jahre hatte Whyalla den größten Werftbetrieb Australiens, eine Kokerei, ein Stahlwerk und bis zu 33.000 Einwohnern und war die zweitgrößte Stadt in South Australia. Nach dem Einbruch der Schiffs- und der Eisen- und Stahlindustrie ging es ebenso schnell abwärts mit der Entwicklung und heute leben noch etwa 21.000 Einwohner in der Stadt.

## Wirtschaft und Verkehr
In Whyalla befindet sich ein Stahlwerk der Liberty House Group, es ist der einzige verbliebene Hersteller von Eisenbahnschienen in Australien. Das Stahlwerk wurde im Jahr 2000 unter dem Namen OneSteel von BHP abgespalten. Im Juli 2012 firmierte OneSteel zu Arrium um. Arrium wurde 2017 durch die Liberty House Group übernommen, nachdem das Unternehmen im April 2016 Insolvenz anmelden musste. Im Jahr 2021 kam die Liberty House Group nach dem Zusammenbruch von Greensill Capital in Refinanzierungsschwierigkeiten, wodurch auch der Standort in Whyalla gefährdet wurde.
Seit 1972 gibt es eine Eisenbahnstrecke nach Port Augusta. Der kleine Flughafen Whyalla liegt am Südwestrand der Stadt.

## Klima und Natur
Zwischen Mai und September können hier die großen australischen Sepien (Sepia apama) beobachtet werden.
|                       | Jan  | Feb  | Mär  | Apr  | Mai  | Jun  | Jul  | Aug  | Sep  | Okt  | Nov  | Dez  |   |       |
| Mittl. Tagesmax. (°C) | 30,0 | 29,7 | 27,5 | 24,2 | 20,4 | 17,2 | 16,8 | 18,5 | 21,6 | 23,9 | 26,6 | 28,1 | ⌀ | 23,7  |
| Mittl. Tagesmin. (°C) | 17,6 | 17,7 | 15,5 | 11,8 | 8,8  | 6,1  | 5,2  | 5,9  | 8,2  | 10,6 | 14,0 | 15,9 | ⌀ | 11,4  |
|                       |      |      |      |      |      |      |      |      |      |      |      |      |   |       |
| Niederschlag (mm)     | 14,9 | 12,2 | 20,2 | 16,5 | 24,4 | 28,5 | 24,2 | 23,8 | 27,3 | 23,0 | 22,1 | 21,4 | Σ | 258,5 |
|                       |      |      |      |      |      |      |      |      |      |      |      |      |   |       |
| Regentage (d)         | 3,2  | 3,0  | 4,3  | 4,7  | 9,0  | 11,5 | 11,5 | 11,0 | 8,3  | 7,1  | 5,0  | 4,7  | Σ | 83,3  |

| 17,6 |

| 17,7 |

| 15,5 |

| 11,8 |

| 8,8 |

| 6,1 |

| 5,2 |

| 5,9 |

| 8,2 |

| 10,6 |

| 14,0 |

| 15,9 |

| 17,6 |

| 17,7 |

| 15,5 |

| 11,8 |

| 8,8 |

| 6,1 |

| 5,2 |

| 5,9 |

| 8,2 |

| 10,6 |

| 14,0 |

| 15,9 |

| N i e d e r s c h l a g | 14,9 | 12,2 | 20,2 | 16,5 | 24,4 | 28,5 | 24,2 | 23,8 | 27,3 | 23,0 | 22,1 | 21,4 |
|                         | Jan  | Feb  | Mär  | Apr  | Mai  | Jun  | Jul  | Aug  | Sep  | Okt  | Nov  | Dez  |

## Töchter und Söhne der Stadt
- Terry Stephens (* 1959), Politiker
- Sean Lake (* 1991), Radrennfahrer und Ruderer
- Leigh Hoffman (* 2000), Bahnradsportler